# Девіс (Північна Кароліна)
Девіс (англ. Davis) — переписна місцевість (CDP) в США, в окрузі Картерет штату Північна Кароліна. Населення — 311 особа (2020).

## Географія
Девіс розташований за координатами 34°47′27″ пн. ш. 76°28′7″ зх. д. / 34.79083° пн. ш. 76.46861° зх. д. (34.790935, -76.468562).  За даними Бюро перепису населення США в 2010 році переписна місцевість мала площу 5,68 км², з яких 5,65 км² — суходіл та 0,03 км² — водойми.

## Демографія
Згідно з переписом 2010 року, у переписній місцевості мешкали 422 особи в 189 домогосподарствах у складі 134 родин. Густота населення становила 74 особи/км².  Було 263 помешкання (46/км²).
Расовий склад населення:
| - 98,6 % — білих - 0,2 % — корінних американців - 0,2 % — азіатів |

До двох чи більше рас належало 0,7 %. Частка іспаномовних становила 0,2 % від усіх жителів.
За віковим діапазоном населення розподілялося таким чином: 17,1 % — особи молодші 18 років, 57,8 % — особи у віці 18—64 років, 25,1 % — особи у віці 65 років та старші. Медіана віку мешканця становила 47,4 року. На 100 осіб жіночої статі у переписній місцевості припадало 86,7 чоловіків;  на 100 жінок у віці від 18 років та старших — 88,2 чоловіків також старших 18 років.
Середній дохід на одне домашнє господарство  становив 52 511 долар США (медіана — 55 938), а середній дохід на одну сім'ю — 78 894 долари (медіана — 85 341). 
Цивільне працевлаштоване населення становило 133 особи. Основні галузі зайнятості: публічна адміністрація — 26,3 %, освіта, охорона здоров'я та соціальна допомога — 24,8 %, мистецтво, розваги та відпочинок — 11,3 %, роздрібна торгівля — 10,5 %.